# Carole Dieschbourg

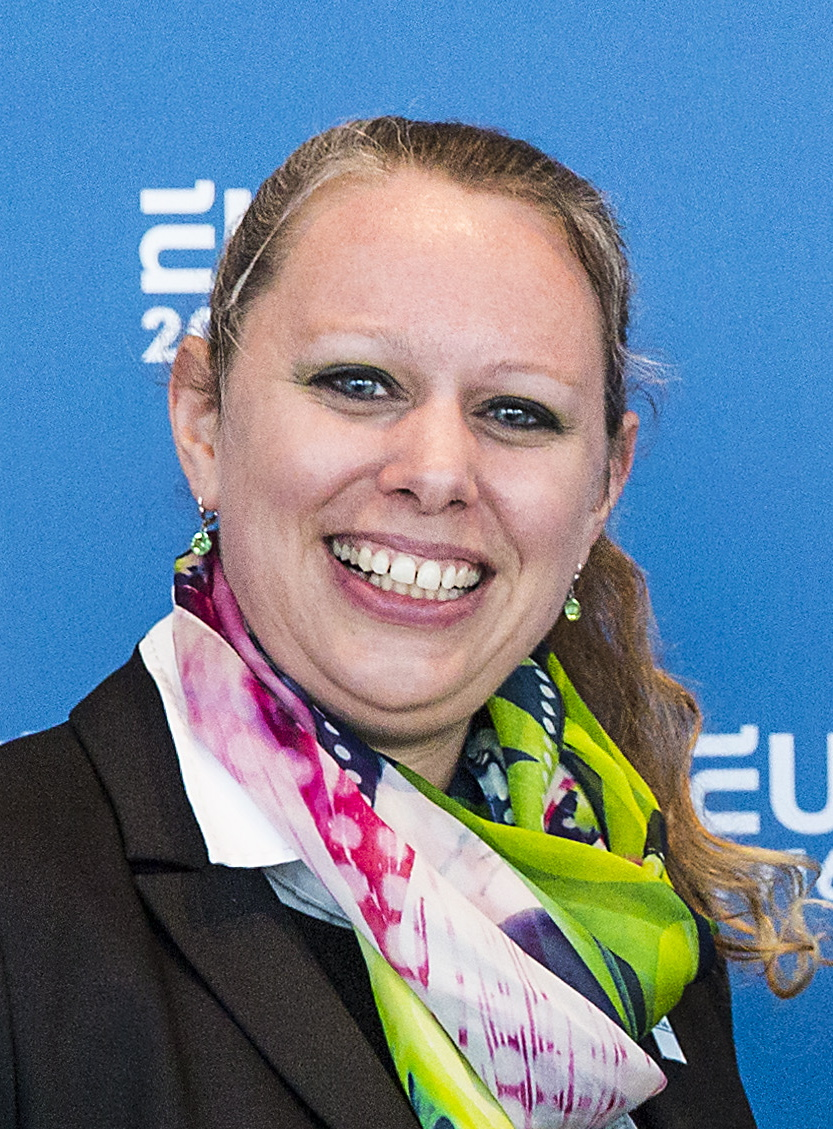
Carole Dieschbourg (2016)

Carole Dieschbourg (* 3. Oktober 1977 in Ettelbrück) ist eine luxemburgische Politikerin (déi gréng) und Unternehmerin. Sie war vom 4. Dezember 2013 bis zum 22. April 2022 Ministerin für Umwelt.

## Leben
Carole Dieschbourg wuchs auf der elterlichen Specksmühle in Lauterborn, einem Stadtteil Echternachs, auf. Sie absolvierte das Abitur in Echternach im Jahr 1997 und studierte anschließend an der Universität Trier Geschichtswissenschaften und Germanistik. Ihr Studium schloss sie mit dem ersten Lehramtsexamen für Gymnasien und als Magister (M.A.) ab – in ihrer Magisterarbeit befasste sie sich mit der Sklaverei im alten Rom.
Von 2005 bis 2006 arbeitete Dieschbourg als Projektkoordinatorin der europäischen LEADER-Initiative Müllerthal, wo sie sich insbesondere dem kulturellen Erbe der Region und der Erstellung eines Mühleninventars widmete. Von Ende 2006 bis Ende 2013 war sie im Familienbetrieb Moulin J.P. Dieschbourg in leitender Position tätig, zunächst als Assistentin der Geschäftsführung, schließlich seit 2011 als geschäftsführende Gesellschafterin. Die Mühle befindet sich seit 1897 in Familienbesitz.

## Politische Laufbahn
Nach ihrem Studium engagierte sich Dieschbourg im „Mouvement écologique“, bevor sie 2008 im Alter von 31 Jahren in die grüne Partei Luxemburgs („déi gréng“) eintrat. 2009 und 2013 kandidierte sie für die Abgeordnetenkammer. Im Jahre 2010 gründete Dieschbourg einen örtlichen Verband ihrer Partei in Echternach. Bei den Kommunalwahlen 2011 zogen déi gréng erstmals in den Gemeinderat ein, Dieschbourg wurde Fraktionsvorsitzende. Das Gemeinderatsmandat gab Dieschbourg nach Ernennung zur Ministerin auf.
Am 4. Dezember 2013 wurde Carole Dieschbourg von Großherzog Henri als Ministerin für Umwelt im Kabinett von Premierminister Xavier Bettel vereidigt. Dieschbourg war das jüngste Mitglied des Kabinetts Bettel und damals die einzige grüne Umweltministerin in Europa. Ihre Berufung galt als Überraschung.
Dieschbourg gilt als eine der beliebtesten Politikerinnen Luxemburgs.
Am 22. April 2022 gab sie wegen der „Gartenhaus-Affäre“ ihren Rücktritt bekannt.

## Politische Ansichten
Die gläubige Katholikin vertritt die Idee eines umfassenden Schutzes der Schöpfung, der auch den Schutz von Kunst- und Kulturgütern und die Denkmalpflege umfasst. Zu ihren politischen Zielen gehört es, „den Menschen den Wert der Natur bewusster zu machen“ und für Transparenz einzutreten.
Ihre politische Agenda erläuterte Dieschbourg im März 2014 in einem Interview mit der Zeitschrift Revue: Dieschbourg setzt generell auf eine intensivere Zusammenarbeit zwischen den Ministerien im Bereich der Umweltpolitik. Ihr Motto lautet: bessere Aufklärung der Bevölkerung über den Umweltzustand Luxemburgs, intensiver Dialog und neue Allianzen zur Verbesserung der Situation. Die Ministerin setzt auf nachhaltiges Wachstum. Wichtig sei im Bereich der Erneuerbaren Energien eine Zusammenarbeit mit angrenzenden Regionen, etwa dem deutschen Bundesland Rheinland-Pfalz. Ihr Ziel sei, dass Luxemburg 30 % seines Energiebedarfs aus nachwachsenden Ressourcen decke. Im Hinblick auf die Reduzierung der Treibhausgase im Rahmen der europäischen und internationalen Klimaschutzpolitik setzt sich Dieschbourg für einen einheitlichen europäischen Standpunkt ein. Im Bereich des Gewässerschutzes strebt sie eine rasche Umsetzung der europäischen Nitratrichtlinie an. Der Zustand luxemburgischer Bäche und Flüsse sei besorgniserregend. Nur die Verbesserung der heimischen Wasserqualität – durch reduzierten Einsatz von Pestiziden in der Landwirtschaft und die Ausweisung von Schutzzonen – vermeide langfristig eine kostenintensive Aufbereitung oder den Import von Trinkwasser. Sie plädiert dabei für eine enge Zusammenarbeit mit den Bauern. Schließlich spricht sich Dieschbourg für eine nachhaltige Bewirtschaftung des Waldes, den Ausbau des Schienennetzes und für die Verwendung umweltschonender Bautechniken aus.

## Privates
Seit 2016 ist Dieschbourg mit Claude Hansen verheiratet.

## Veröffentlichungen
- Die Mühlen des Müllerthals. Editions Guy Binsfeld, Luxemburg 2007, ISBN 978-2-87954-172-3 (Fotografien von Christof Weber; französische Ausgabe unter dem Titel Les moulins du Müllerthal).